# Петерс, Вилфрид
Вилфрид Петерс (нидерл. Wilfried Peeters; род. 10 июля 1964, коммуна Мол, округ Тюрнхаут, провинция Антверпен, Бельгия) — бельгийский профессиональный шоссейный велогонщик в 1986 - 2001 годах.  Участник летних Олимпийских игр 1996 года. Спортивный директор велокоманды Deceuninck-Quick Step (с 2003 года).

## Достижения
1984
1-й — Этап 1а Triptyque ardennais
1986
1-й — Этап 7b Тур Бельгии (любители)
2-й Triptyque ardennais — Генеральная классификация
3-й Grand Prix Waregem
9-й Чемпионат мира — Групповая гонка (проф.)
1987
3-й Гран-при Ефа Схеренса
8-й Гран-при Марсельезы
1988
7-й Париж — Тур
9-й Брабантсе Пейл
1989
3-й Grand Prix de la Libération (КГ)
8-й Брабантсе Пейл
1990
1-й Гран-при Ефа Схеренса
2-й Чемпионат Фландрии
5-й E3 Харелбеке
6-й Тур Лимбурга
9-й Схелдепрейс
1991
3-й Чемпионат Бельгии — Групповая гонка
5-й Гран-при Раймонда Импаниса
6-й Париж — Рубе
8-й Дварс дор Фландерен
10-й Этуаль де Бессеж — Генеральная классификация
1992
1-й Схал Селс
2-й Тур Кёльна
5-й Veenendaal–Veenendaal Classic
1993
1-й — Этап 4 (КГ) Тур де Франс
1-й — Этап 2а (КГ) Dekra Open Stuttgart
3-й Гран-при Ефа Схеренса
4-й Дварс дор Фландерен
1994
1-й Гент — Вевельгем
1-й — Этап 3 (КГ) Тур де Франс
1-й — Этап 1 (КГ) Тур Средиземноморья
8-й Гран-при Ефа Схеренса
8-й Дрёйвенкурс Оверейсе
9-й Veenendaal–Veenendaal Classic
1995
1-й Flèche hesbignonne-Cras Avernas
3-й Чемпионат Фландрии
8-й Брабантсе Пейл
9-й Дварс дор Фландерен
1996
1-й Три дня Западной Фландрии
2-й Три дня Де-Панне — Генеральная классификация
3-й Circuit Mandel-Lys-Escaut
6-й Париж — Брюссель
6-й Омлоп Хет Ниувсблад
7-й Дварс дор Фландерен
8-й Дрёйвенкурс Оверейсе
9-й Схелдепрейс
10-й Эшборн — Франкфурт
10-й Кюрне — Брюссель — Кюрне
1997
1-й — Этап 1 Четыре дня Дюнкерка
2-й Классика Гамбурга
4-й Гран-при Фурми
5-й Кюрне — Брюссель — Кюрне
6-й E3 Харелбеке
6-й Вуэльта Андалусии — Генеральная классификация
1998
1-й Натионале Слёйтингспрейс
2-й Дрёйвенкурс Оверейсе
3-й Париж — Рубе
3-й Вуэльта Майорки — Генеральная классификация
4-й Брабантсе Пейл
5-й Trofeo Sóller
6-й Гран-при Фурми
10-й Тур Фландрии
10-й E3 Харелбеке
1999
1-й Три дня Западной Фландрии — Генеральная классификация
1-й — Этап 2
2-й Париж — Рубе
2-й Омлоп Хет Ниувсблад
3-й Гран-при Зоттегема
4-й Гран-при Эдди Меркса — Командная гонка
2000
3-й Натионале Слёйтингспрейс
5-й Брабантсе Пейл
7-й Гран-при Эдди Меркса — Командная гонка
2001
1-й Grand Prix Briek Schotte
2-й Дварс дор Фландерен
5-й Париж — Рубе

## Статистика выступлений

### Гранд-туры
| Гранд-тур                 | 1988 | 1989 | 1990 | 1991 | 1992 | 1993 | 1994 | 1995 | 1996 | 1997 | 1998 |
| ------------------------- | ---- | ---- | ---- | ---- | ---- | ---- | ---- | ---- | ---- | ---- | ---- |
| Джиро д’Италия            | —    | —    | —    | —    | —    | —    | —    | —    | —    | —    | —    |
| Тур де Франс              | —    | 105  | 120  | 95   | —    | 86   | НФ   | 88   | 110  | 89   | 68   |
| (c 2010 ) Вуэльта Испании | 95   | —    | —    | —    | —    | —    | —    | —    | —    | —    | —    |

| —  | Не участвовал  |
| НФ | Не финишировал |